# Proctophantasta
Proctophantasta is een geslacht van wantsen uit de familie van de Acanthosomatidae (Kielwantsen). Het geslacht werd voor het eerst wetenschappelijk beschreven door Breddin in 1903.

## Soorten
Het genus bevat de volgende soorten:

- Proctophantasta colax Breddin, 1903
- Proctophantasta diabolus Breddin, 1903
- Proctophantasta forficuloides Distant, 1906
- Proctophantasta pseustes Breddin, 1903
- Proctophantasta satanas Breddin, 1903